# Memento Mori (Roman)
Memento Mori ist ein 1959 bei Macmillan Publishers erschienener Roman von Muriel Spark. Der gleichnamige erste deutsche Übersetzung von Peter Naujack erschien 1960 im Diogenes Verlag. Im Jahr 2018 publizierte Diogenes eine Neuübersetzung von Andrea Ott.

## Kurzbeschreibung
Memento Mori handelt von einer Gruppe älterer Menschen, die bedrohlich wirkende anonyme Anrufe erhalten, welche sie an ihre Sterblichkeit erinnern. Eingebettet sind die Anrufe in eine Handlung von „Gier, Egoismus und Angst vor dem Tod“ sowie einer Geschichte voller „Leidenschaften, Verrat und Manipulationen“.

## Inhalt

### Haupthandlungsstrang Erbschaftsstreit und Erpressung
Im Sommer des ersten Jahres der Romanhandlung stirbt Lisa Brooke „im dreiundsiebzigsten Lebensjahr, nach ihrem zweiten Schlaganfall. Sie hatte neun Monate gebraucht, um zu sterben“. Bei der Beerdigung der Lisa Brooke, für die eine Ehe „nur ein gesetzliches Band war, welches Lisa ermöglichte, ihre vielen Perversitäten voll zu genießen“, taucht auch Ex-Brauereidirektor Godfrey Colston mit seiner Schwester Lettie auf. Godfrey sucht eine helfende Hand für seine 85-jährige Gattin, die Romanschriftstellerin Charmian Colston, die seit ihrem Schlaganfall zunehmend verfällt: „Wie verworren sie doch in den meisten Dingen war, wie vernünftig sie aber redete, wen sie über die Bücher sprach, die sie geschrieben hatte.“ Die Colston-Geschwister wissen nicht, dass Lisa Brooke Charmian einst mit deren Seitensprung mit Guy Leet erpresst hatte, „so daß sie zahlen und zahlen mußte, obwohl Lisa das Geld nicht brauchte. Viele Nächte hatte sie stundenlang wachgelegen, und am Ende mußte sie doch ihren Liebhaber Guy Leet aufgeben. Guy hatte dann heimlich Lisa geheiratet, um sie zufrieden zu stellen und um Charmians willen zum Schweigen zu bringen.“ Lettie Colston hat bei der Beerdigung folgendes Ziel: Lisa Brookes Faktotum Mabel Pettigrew für die Colstons zu gewinnen: „Charmian muß hart angefaßt werden. Charmian braucht eine feste Hand.“ Anfangs scheint das Vorhaben zu scheitern, weil Pettigrew von Lisa Brookes Testament begünstigt wird: Die Verstorbene vermachte „ihr gesamtes Vermögen ‚meinem Ehemanne, falls er mich überlebt, und danach meiner Haushälterin Mabel Pettigrew‘“. Einige Brooke-Verwandte wollen dieses Testament jedoch anfechten mit der Begründung, dass Lisas namensgebender Ehemann Brooke tot wäre: „Sie müßte nicht mehr recht bei Verstand gewesen sein, führten sie an, daß sie überhaupt einen Ehemann erwähnte. Sie bestanden darauf, daß dieser Fetzen Papier ungültig sein müßte.“ Allerdings taucht jener Guy Leet auf, der Lisa einst heimlich heiratete, damit Lisa Brooke Charmian nicht mehr belästigte. Das „plötzliche Auftauchen von Guy Leet“ trägt „maßgeblich dazu bei, die Dynamik zwischen den anderen Charakteren zu verändern, da Pettigrew, die das Geld verliert, das sie von Lisa erwartet hatte, zu Charmians Haushälterin wird, wodurch sie weiter mit Lisas Freunden in Verbindung gebracht wird.“ Parallel dazu hat Pettigrew zusammen mit Lisa Brookes wohlhabender und resoluter Schwägerin Tempest Sidebottome das Brooke-Testament angefochten: „Tempest besaß das Geld sowie die nötige Ausdauer und Entschlossenheit, und in Mrs. Pettigrews Besitz befanden sich die entsprechenden Briefe“, die an der Wirksamkeit der Ehe mit Guy Leet zweifeln ließen. Als Tempest am 18. Dezember einem Krebsleiden erliegt, zerschlägt sich allerdings die Hoffnung der recht mittellosen Mabel Pettigrew, doch noch reich zu werden, und sie schnüffelt in erpresserischer Absicht in den Unterlagen der Colstons herum, findet zwar nichts gegen Charmian, aber Godfreys Privatpapiere über einen Geldskandal in der Colston-Brauerei sowie über dessen Liebschaften, insbesondere mit Lisa Brooke in den Jahren 1902 bis 1904. Godfrey, selbst stets „unsensibel, herumhurend“, hält Charmian für eine Säulenheilige, vor der er nicht bloßgestellt werden mag, „kann in seinem Egoismus die Fixierung auf seine frühere Untreue nicht überwinden und wird entsprechend erpresst“. Außerdem hart für ihn: „Die innere Stütze fehlt ihm, denn Mrs. Pettigrew hält den Whisky unter Verschluß. […] Nun, er schweigt und zahlt. Aber sie verlangt immer mehr. Er zahlt äußerst ungern. Und das Neueste, sie verlangt, daß er ein neues Testament zu ihren Gunsten aufsetzt.“ Charmian Colstons ehemalige Bedienstete und Vertraute Jean Taylor klärt ihren Ex-Liebhaber Alec Warner, der durch eine gemeinsame Bekannte von ihm und Godfrey über die Zustände im Hause Colston weiß, darüber auf, dass Charmian Colston nicht so fromm und unschuldig wäre, wie man glaubte, sondern von 1902 bis 1907 und dann nochmal 1926 eine Affäre mit Guy Leet gehabt hätte. „Ich halte es für notwendig, daß Godfrey Colston sich nicht mehr moralisch vor Charmian zu fürchten braucht – zum mindesten ist es den Versuch wert“, so Taylor: „Ich glaube, wenn er von Charmians Treulosigkeit weiß, wird er die Enthüllung seiner eigenen nicht fürchten.“ Warner sucht das Gespräch mit Godfrey, wird zwar hinausgeworfen, hinterlässt aber eine Notiz mit Daten und Ortsnamen, woraus Godfrey seine Schlüsse zieht. „Und über seinem Glase verachtete er Guy Leet und mochte ihn dennoch ganz gern, weil er der Grund für sein neues, zufriedenes Gefühl war“, bei dem Godfrey Colston sich seiner Frau nicht mehr moralisch unterlegen fühlt, so dass er die Erpressung Pettigrews ins Leere laufen und sie aus dem Dienste der Colstons entlassen kann.

### Haupthandlungsstrang Memento-Mori-Anrufe
Vor dem Hintergrund dieser Charaktere, die trotz ihres hohen Alters mit ihren „langen, verwobenen Geschichten“ und „mit ihren kleinen Fehden beschäftigt“ sind, hat Lettie Colston ein entscheidendes Problem: Sie ist die erste einer Reihe von älteren Personen innerhalb und außerhalb des Colston-Bekanntenkreises, die von anonymen Anrufen behelligt werden, Text: „Denken Sie daran, dass Sie sterben müssen.“ Anfangs hält Lettie das „lediglich für eine Belästigung“, die nicht ernst zu nehmen sei. „Niemand, dachte sie, wird mich durch Furcht töten. […] Jedenfalls, dachte sie, muß es jemand sein, der in meinem Testament bedacht ist.“ Ihr Testament nämlich hat Lettie in den vorangegangenen 40 Jahren in 22 verschiedenen Fassungen abgeliefert und setzt es gerne als Druckmittel ein. Die Polizei ist ratlos, die Einschaltung des pensionierten Chefinspektors Henry Mortimer zwecklos: Als die bekannten von den anonymen Anrufen belästigten Rentner sich im April des zweiten Kalenderjahres der Handlung bei Mortimer austauschen, erweist sich der Anrufer als „eine zusammengesetzte Chamäleonfigur, die in der Lage ist, verschiedene Altersgruppen, Klassen und Geschlechter zu imitieren“. Die Identität des Anrufenden ändert sich mit der Identität des Angerufenen, abhängig von deren späterer Todesart, und abhängig von ihrer Persönlichkeit sowie ihrer Einstellung zu Leben und Tod. Der Tod höchstpersönlich sei der Anrufer, postuliert daher Mortimer ebenso wie später Jean Taylor. Lettie Colston hält Mortimer aufgrund solcher etwaiger Ausflucht später für einen Drahtzieher der Anrufe und hat somit auch eine Erklärung für die Erfolglosigkeit der Polizei: Jene „deckt Mortimer und seine Komplicen [sic!]. Polizisten halten immer zusammen. […] Selbst der Privatdetektiv, den ich eingestellt habe, ist mit Mortimer im Bunde. Mortimer steckt hinter allem“. Lettie, die ursprünglich extra ein Hausmädchen eingestellt hatte, das die schrecklichen Anrufe entgegennehmen sollte, meldet letztlich ihren Telefonanschluss ab und wird zunehmend paranoid: „Lettie hatte es sich in den vergangenen Wochen angewöhnt, jeden Abend vor dem Schlafengehen das Haus zu durchsuchen. Man konnte nicht vorsichtig genug sein. Sie durchstöberte das Haus vom Dach bis zum Keller, suchte hinter Sofas, in Schränken, unter den Betten. Und selbst dann noch hörte sie an allen Ecken und Enden Knarren und unerklärliche Geräusche. Und auch den Garten suchte sie ab. Dieses nächtliche Treiben dauerte eine Viertelstunde, nach deren Ende Dame Lettie nicht in der Verfassung war, sich mit dem hysterischen Gebaren ihres Hausmädchens abzugeben. Nachdem dieser Zustand eine Woche gedauert hatte, erklärte [das Hausmädchen] Gwen, daß es im Haus spuke und Dame Lettie verrückt sei, und gab ihre Stellung auf“. Gwen erzählt es ihrem Freund, und jener erzählt es einem Kollegen. „So kam es, daß ein Arbeiter, der auf der Baustelle neu war, Gwens Geschichte aufschnappte – ein junger Bursche, der sich selbst nicht als krimimell veranlagten Typen bezeichnet hätte, der aber einen Fensterputzer kannte, der zwei oder vielleicht drei Pfund für eine passende Information geben würde.“ Einbrecher dringen bei der wohlhabenden alten Dame ohne Telefonanschluss ein, entwenden „Juwelen und Wertgegenstände“ und töten, von ihr auf frischer Tat ertappt, Lettie Colston.

### Verknüpfung der Haupthandlungsstränge
„Letties Mörder war innerhalb von drei Wochen nach ihrem Tode gefaßt worden und sah nun seiner Verurteilung entgegen. In diesen drei Wochen hatte man jedoch ihre Papiere sorgfältig gesichtet und alle in ihren zweiundzwanzig Testamenten Begünstigten, die noch am Leben waren, unauffällig aufgespürt, überprüft und schließlich aus der Liste der Verdächtigen gestrichen. Nur ein Name hatte zunächst ein kleines Rätsel aufgebeben: Lisa O’Brien“, über die sich herausstellt, dass es sich um Lisa Brooke handelte, die nach dem alten Brooke doch vor Guy Leet einen weiteren Mann geheiratet hatte: Matthew O’Brien, sieben Jahre älter als Lisa, aber am Leben – in einem Heim für Geistesgestörte in Folkestone: „Er hält sich für Gott. Aber er ist niemals gewalttätig gewesen.“ Durch die Ehe Lisas mit O’Brien wiederum ist die Ehe mit Guy Leet nichtig, und als O’Brien am Ende des Romans stirbt, fällt das Vermögen der bigamistischen Lisa Brooke tatsächlich noch an Mabel Pettigrew.

### Nebenhandlungsstrang und Schluss
„Das Maud Long Krankenhaus beherbergte in seiner Pflegeabteilung (Frauenstation, Alte Leute) zwölf Patientinnen“, die von den Pflegerinnen herablassend mit „Oma“ statt „Mrs“ oder „Miss“ angeredet werden und dort ein „Gefühl der Verlassenheit und Demütigung“ verspüren sowie ein Gefühl der Langeweile, das sie sich mit notorischen Testamentsänderungen und Horoskop-Vorlesen vertreiben – oder das durch äußere Einflüsse vertrieben wird wie „eine mordlustige Schlange von einer Stationsschwester“, die „ein Gemüt wie Aufseherinnen im Arbeitshaus“ besitzt und „nur darauf wartet, daß der Winter die ganze Station fertigmacht, wenn wir alle Lungenentzündung bekommen“. Als jene „mordlustige Schlange“ versetzt wird, kommt es nicht viel besser, denn im zweiten Kalenderjahr der Handlung werden neun weitere Patientinnen hinzugefügt: „Sie befanden sich in fortgeschrittenen Stadien der Senilität“ und stießen „eine Vielfalt dentaler und gutturaler Laute aus und manchmal auch eine vollständige, wohlgeordnete Rede.“ In diesem Umfeld lebt Jean Taylor, einst Charmian Colstons „Zofe“ und Vertraute. Taylor „hat sich schon vor langer Zeit entschieden, ihren Tod Gott zu überlassen. Daher erträgt sie geduldig die Gereiztheit der anderen alten Damen und die Dummheiten des Personals“, während ihr die regelmäßigen Besuche von Lettie Colston und Alec Warner etwas Kurzweil bieten. „Der Roman endet mit einem Katalog der Todesfälle aller Hauptfiguren, die eines natürlichen Todes sterben, mit spezifischen medizinischen Begriffen, die objektiv mit ihren Todesursachen verknüpft sind.“

## Textanalyse
Bei Memento Mori handelt es sich um eine auktorial erzählte postmoderne, Sozial-Satire, „eine kriminalistische Schwarze Komödie, in der Geheimnis und Unvorhersehbarkeit zweifellos die Schlüsselelemente darstellen“, so dass auch Elemente eines Schauerromans auffindbar sind. Der Roman „vermischt wirkungsvoll Komisches und Ernstes“ zum Tragikomischen: Memento Mori wird in der Sekundärliteratur eine „zurückhaltende Ironie“ bescheinigt, eine „einzigartige Fähigkeit zur Groteske“, doch darunter befände sich „ein Strom aus tiefem Pathos“. Ort der Handlung ist London. Die erzählte Zeit des Romans beginnt im Sommer des Jahres 1957 und endet am 21. September des Folgejahrs, einen Tag nach Matthew O’Briens Tod. Hinzu kommt ein epilogartiger „Katalog der Todesfälle aller Hauptfiguren“.

### Figuren (Auswahl)
In Memento Mori gibt es „keine dominante Figur, keinen Protagonisten, dessen Erlebnisse im Mittelpunkt der Geschichte stehen.“ Stattdessen wartet der Roman mit einer Reihe älterer Charaktere auf, „die von gutartig bis bösartig reichen“. Hinzu kommen im Nebenhandlungsstrang die Patientinnen der Frauen-Pflegeabteilung des Maud Long Krankenhauses. „Durch die Gegenüberstellung zweier Gruppen gelingt es der Autorin, die Absurdität seniler Torheit in den exzentrischen, wohlhabenden, versnobten Charakteren darzustellen, die Exzentrizität der kranken Armen präsentiert sie jedoch mit sanftem Humor und tiefem Mitgefühl.“

#### Hauptfiguren
- Der Anrufer: Der mysteriöse Anrufer ist das moderne Äquivalent des „mächtigen Boten“, den Gott sendet, um Jedermann zu seiner letzten Abrechnung zu rufen,[63] und kann bis zum Roman-Ende nicht als natürliche Person identifiziert werden.[64] Der Anrufer „kann als christlicher Gott, Muriel Spark, Halluzination [...], ‚Massenhysterie‘ [...], ‚Tod‘ [...], männlich oder weiblich [...], jung oder alt [...], ein ‚Reporter‘ [...], ‚ein Mann aus dem Orient‘ [...] oder jemand in ‚der Gestalt eines Telefonhörers‘ [...] dargestellt werden. Es wird keine Antwort gegeben. […] Es kann sich um die eine oder andere Figur des Romans handeln. Es kann der Leser sein, jeder beliebige Leser, Sie oder ich, lebendig oder tot, lebendig und tot.“[65]
- Lettie Colston: Diese „angesehene Frau mit ererbtem Oberschichtstatus“[66] ist zu Beginn der Handlung 79 Jahre alt[67] und von tonnenförmiger[68] Gestalt. Sie ist „besessen von ihrer eigenen körperlichen Sicherheit, brüskiert ihre Freunde und Zeitgenossen, genießt aber einen Ruf als Strafvollzugsreformerin und Gefängnisbesucherin“.[69] Lettie, die selbst „ihre Tage damit verbringt, andere zu manipulieren und zu kontrollieren“,[70] bleibt die gesamte Handlung über stur[71] bei ihrer These, „dass hinter den lästigen Telefonanrufen eine kriminelle Bande steckt“.[72]
- Godfrey Colston: Dieser Bruder Letties ist zu Beginn der Handlung, im Sommer, 87 Jahre alt „und in vollem Besitz aller seiner geistigen Fähigkeiten.“[73] Der alte Schwerenöter ist mit seiner Frau Charmian mindestens seit Anfang des 20. Jahrhunderts verheiratet[74] und „findet immer noch Freude daran, Olive Mannering zu besuchen, eine junge Frau von 24 Jahren, die er dafür bezahlt, dass sie ihm erlaubt, seiner Obsession nachzugehen: ein langer, fester Blick auf ihre Strumpfoberteile“.[75] Auch bei Mabel Pettigrew lässt der alte Strumpfbandhalter-Fetischist es sich zu Beginn des Dienstverhältnisses nicht nehmen, dass Mabel gegen Zahlung eines Pfundes das Strumpfbandhalter-Ende in ihrem oberen Oberschenkelbereich vor seinen Augen entblößt.[76]
- Charmian Colston: Godfreys 86-jährige Ehefrau hat ein „herzförmiges Gesicht“[77] und ein „knochiges, mit großen Pigmentflecken bedecktes Handgelenk“.[78] Charmian war „eine erfolgreiche Schriftstellerin, der zeitweise verwirrt ist“:[79] Zeitlich und örtlich desorientiert,[23] verwechselt Charmian beispielsweise ihre aktuelle Haushälterin mit der ehemaligen Haushälterin Jean Taylor.[80] „Charmians Sicht auf den Tod befreit sie von den Qualen ihrer Ehe; sie ist nicht länger gefangen in der engen Rationalität, auf Geheimnisse und Verrat reagieren zu wollen“[81] und daher die einzige Romanfigur, die „auf den Anrufer eingeht, ihm versichernd, dass sie seit ihrer Jugend an die Aussicht auf den Tod denkt.“[82]
- Mabel Pettigrew: Diese ehemalige Bedienstete von Lisa Brooke ist 73 Jahre alt, wird aber für viel jünger gehalten (und gibt sich auch als jünger aus):  „Die Augen waren dunkel und klar, die Nase fest und breit.“[83] Sie hat einen „gut geformten Busen“ und „einen schmalen, kirschrot gemalten Mund. Ein beginnendes Doppelkinn machte sich gerade bemerkbar.“[84] Ihre „festen, schlanken Beine“ weisen „keine Krampfadern“ auf,[84] und sie ist „adrett gekleidet und Zuversicht ausstrahlend“.[85] Die „opportunistische und manipulative“ Mabel[86] „bewegt sich spinnenartig von Opfer zu Opfer“[87] und wird daher, als sich das Brooke-Erbe vorerst zerschlägt, Bedienstete bei Charmian Colston, die bereits von Lisa Brooke erfolgreich erpresst wurde. „Mrs. Pettigrews Rolle in der Erzählung endet nicht nur nicht mit dem Tod, sie lebt auch weiter und genießt weiterhin ihre Lebensumstände, und im Gegensatz zu allen anderen Charakteren, deren Zukunft erzählt wird, leidet sie weder noch stirbt sie. Ihr Tod wird völlig ausgelassen. Mit Mrs. Pettigrew verrät Spark eher die Erwartungen des Lesers nach einer Art poetischer Gerechtigkeit.“[88]
- Jean Taylor: Die ehemalige Bedienstete vom Charmian Colston hat während ihres Dienstverhältnisses „die Möglichkeit erhalten, sich für viele Dinge zu interessieren, die für eine Person ihres Standes nicht typisch wären“,[89] und lebt, inzwischen 82 Jahre alt,[90] nun in der Frauen-Pflegeabteilung eines staatlichen Krankenhauses. Taylors „geistige Unabhängigkeit und spirituelle Stärke“[91] macht sie zu einem „Beispiel für weises und reifes Altern“[92] und zum „entspanntesten Charakter: niemand, der sich beschwert, und niemand, der verzweifelte Entscheidungen trifft. Sie akzeptiert ihr Schicksal, wie es ist, und versucht, das Beste aus der Situation zu machen, in der sie sich befindet.“[93]

#### Nebenfiguren
- Guy Leet: Der an Torticollis[94] erkrankte Ex-Liebhaber von Charmian Colston und Ehemann von Lisa Brooke ist „nicht älter als fundundsiebzig“,[95] untersetzt[95] und leidet „an einer rheumatischen Erkrankung der Nackenmuskeln, die ihn dazu zwang, den Kopf ständig schief nach vorn geneigt zu halten“[96] und über seinen zwei Stöcken gebeugt zu gehen.[95] Seine Klugheit[95] und sein „wohlgelaunter Realitätssinn“[97] machen ihn zu „einem der wenigen Charaktere, die die Bedingungen akzeptieren, die ihnen ihr körperlicher Zustand auferlegt“,[98] was seine Zeitgenossen allerdings anders sehen, beispielsweise Godfrey Colston: „Kleiner Giftzwerg. Soll Literaturkritiker gewesen sein. Hat sich allen Schriftstellerinnen gegenüber Frechheiten herausgenommen. Später wurde er Theaterkritiker und stellte den Schauspielerinnen nach“.[99]
- Dr. Alec Warner: Dieser Soziologe[100] ist im November des ersten Kalender-Jahrs der Handlung in seinem neunundsiebzigsten Lebensjahr, also noch 78 Jahre.[101] Er „begann im Alter von siebzig Jahren, sich auf Gerontologie zu spezialisieren. Seine frühen Liebesbeziehungen mit Jean Taylor und Lettie Colston waren kurze Romanzen.“[102] Außerdem ist er Jean Taylors „Langzeit-Freund“.[103]
- Henry Mortimer: Der ehemalige Chefinspektor ist Anfang Februar des zweiten Kalenderjahrs der Handlung 70 Jahre alt[104] und „wird hinzugezogen, um die Aktivitäten des Scherzanrufers zu untersuchen“,[105] den er dann in ganz unpolizeilicher Manier als den Tod höchstpersönlich zu identifizieren gewillt ist.[5] „Der ehemalige Chefinspektor Henry Mortimer war groß, hager, fast kahlköpfig und lebhaft. Nur an den Schläfen und am Hinterkopf hatte er noch volles, graues Haar. Seine Augenbrauen waren schwarz und dicht. Um nichts zu beschönigen, mußte man seine Nase und Lippen dick, seine Augen klein und sein Kinn fliehend nennen.“[106]
- Tempest Sidebottome: Diese 75-jährige[99] Schwester der verstorbenen Lisa Brooke bietet „mit blaugetönten Haaren und einem steifen Korsett“[8] das absurde[107] und urkomische[108] „Bild gesammelter Energie, das Verzweiflung in den Herzen der gehetzten Jugend aufkommen ließ“.[99] Als Mitglied des Verwaltungsausschusses des Maud Long Krankenhauses[109] spielt die hochgewachsene[110] „soziale Matriarchin“[111] mit den „kleinen, farblosen Kieselaugen“[110] für Jean Taylor, als Finanzier einer bevorstehenden, mit ihrem Tod aber im Sande verlaufenden Erbschaftsklage für Mable Pettigrew eine Rolle.

### Themen
Das Älterwerden bringt „viele komplizierte Probleme“ mit sich, z. B. „den Verlust der bisherigen Identität und die Notwendigkeit, aufgrund des fortgeschrittenen Alters und der nachlassenden Gesundheit, sowohl geistig als auch körperlich, eine neue Rolle im Leben zu akzeptieren“, so die tschechische Literaturwissenschaftlerin Šárka Zlámalová: „Was den Charakter einer Person heute definiert, kann sich im Laufe der Zeit dramatisch verändern, manchmal allmählich (wie im Fall von Miss Taylor), manchmal aufgrund einer abrupten Wendung der Ereignisse (wie im Fall von Dame Lettie)“. Eine solche Ankränkelung der eigenen Identität oder Rolle im Leben scheuend, neigen die meisten Charaktere in dem Roman dazu, „ihre eigenen körperlichen Gebrechen zu ignorieren, achten aber eifrig auf Anzeichen von Schwäche bei anderen. Sie sind immer noch, wie in ihrer Jugend und in ihrer ‚Blütezeit‘, mit den Vergänglichkeiten des täglichen Lebens beschäftigt, insbesondere mit kleinlicher Kritik“, und jeweils im Rahmen ihrer finanziellen Möglichkeiten: „Die dramatische Spannung in diesem Roman entsteht durch die Interaktion zweier Gruppen: Der wohlhabenden, unabhängigen oberen Mittelschicht werden die mittellosen Frauen in der öffentlichen Station eines Allgemeinkrankenhauses entgegengestellt. Aus dem doppelten Blickwinkel persifliert die Autorin das hohle Leben der reichen Müßiggänger und schildert mit Mitgefühl die Probleme der unerwünschten Armen. In beiden Modi der menschlichen Situation enthüllt sie, dass die sehr Alten oft mit dem Alltäglichen und Trivialen beschäftigt sind, mit Essen, Klatsch, vergangenen Liebesaffären, Geld oder Ruhm. Daher ist der Titel doppelt ironisch: In ihren eigenen komfortablen Häusern oder auf der Station zeigen die Alten Sorge für alles außer dem Gedanken an den bevorstehenden Tod“, was der Literaturwissenschaftler Rod Mengham (University of Cambridge) so kommentiert: „Wenn der Tod erst passt, sobald die Begierde verflogen ist, dann kann man nicht sagen, dass viele der Charaktere für den Tod bereit sind.“ Die mysteriösen Memento-Mori-Anrufe als „thematischer Kern“ des Romans beschwören das „Schreckgespenst des Todes“ herauf, das „die besonderen moralischen Verletzlichkeiten und spirituellen/existenziellen Perspektiven der Charaktere in den Vordergrund stellt. Für einige Charaktere ist die Erinnerung an den eigenen Tod ein Aufruf, über das eigene moralische Leben und die eigenen täglichen Praktiken nachzudenken; für andere ist es ein Übel, das bekämpft werden muss, und für eine, Mrs. Pettigrew, etwas, das man aus dem Sinn verdrängen muss.“ Dass ausgerechnet die durchtriebene Pettigrew sich am Ende des Romans noch bester Gesundheit erfreut, stellt eine abschließende Ironie dar: „Der Tod lässt Ungerechtigkeiten ungesühnt und Geheimnisse ungelöst, gutes Verhalten unbelohnt und Verrat ungestraft.“

## Rezeption und Auszeichnung
Der 1960 mit dem American Contemporary Review Award ausgezeichnete Roman Memento Mori war schon nach seinem Ersterscheinen „ein enormer Erfolg bei den Kritikern, zumindest in Großbritannien. (In den USA dauerte es etwas länger, bis man sich für ihr Talent erwärmte.)“ Das Buch ermöglichte es Muriel Spark, sich „als Vollzeitautorin zu etablieren“, löste allerdings auch „eine Kontroverse innerhalb des Feuilletons aus. Kann man, darf man, wurde da gefragt, Alter, Sterben und Tod, diese Zumutung für eine vernunftbegabte Menschheit, so locker und ironisch als Groteske darstellen?“ V. S. Naipaul jedenfalls rezensierte den Roman als „brillant, verblüffend und originell“, Frankfurter Allgemeine Zeitung und The Guardian bezeichneten ihn übereinstimmend als „Meisterwerk“, die Scottish Review of Books befand insbesondere das Roman-Ende für „meisterhaft“ und meinte, Memento Mori sei „einer von Sparks besten Romanen, gerade weil so vieles in perfekter Balance gehalten ist: Spiel und Ernsthaftigkeit, Unterhaltung und Herausforderung, lesbare Handlung und postmoderne Entgleisung. […] Seine Struktur und sein Ton sind absolut perfekt, und er hat die unheimliche Fähigkeit, uns zum Lachen und gleichzeitig zum Nachdenken zu bringen.“ Noch 2010 hieß es im Guardian, der „wunderbar lustige und erheiternde“ Roman wirke formal „heute noch so frisch und originell wie bei seiner Erstveröffentlichung“ und wäre „trotz seines düsteren Themas eine so aufregende und lebensbereichernde Lektüre“, dass daneben die Kritik der New York Times kaum ins Gewicht fällt, Memento Mori sei „sehr fesselnd“, wenn auch personell überfrachtet.

## Adaptionen
Der Roman Memento Mori wurde 1964 für die Bühne adaptiert. Einer deutschsprachigen Verfilmung im Jahr 1975 durch den Süddeutschen Rundfunk unter der Regie von Ludwig Cremer folgte 1992 eine BBC-Verfilmung unter der Regie von Jack Clayton unter anderem mit Renée Asherson in der Rolle der Charmian Colston, Michael Hordern (Godfrey Colston), Stephanie Cole (Lettie Colston), Maurice Denham (Guy Leet), John Wood (Henry Mortimer), Maggie Smith (Mabel Pettigrew) und Thora Hird (Jean Taylor).

## Deutschsprachige Textausgaben (Auswahl)
- Memento Mori. Roman. Aus dem Englischen von Andrea Ott. Diogenes, Zürich 2018. ISBN 978-3-257-07004-0.
- Memento Mori. Roman. Aus dem Englischen von Peter Naujack. Lizenzausgabe. (=Süddeutsche Zeitung Bibliothek, Band 87.) Süddeutsche Zeitung, München 2007. ISBN 978-3-86615-537-4; 3-86615-537-9
- Memento mori. Roman. Lizenzausgabe. Aus dem Englischen übertragen von Peter Naujack. Fischer, Frankfurt am Main 1963.
- Memento mori. Roman. Deutsch von Peter Naujack. Diogenes, Zürich 1960.